# Vlaardingen-Oost (métro de Rotterdam)
Vlaardingen-Oost (en français Flardingue-Est) est une ancienne gare ferroviaire devenue une station de la section commune aux lignes A et B du métro de Rotterdam. Elle est située dans le quartier Est de Flardingue, limitrophe de Rotterdam aux Pays-Bas.
Gare ferroviaire, de 1891 à 2017, elle est devenue une station du métro en 2019. Elle est desservie par les rames des lignes A et B du métro.

## Situation sur le réseau

Plan du métro.

Établie en aérien, sur un viaduc, Vlaardingen-Oost, est une station de passage de la section commune entre la ligne A et la ligne B du métro de Rotterdam. Elle est située : entre la station Schiedam-Nieuwland, sur la section commune (A+B), en direction du terminus nord de la ligne A Binnenhof, ou du terminus nord de la ligne B Nesselande; et la station de la section commune (A+B) Vlaardingen-Centrum, en direction : du terminus sud-ouest de la ligne A Vlaardingen-West, ou terminus sud-ouest de la ligne B Hoek van Holland-Haven,,.
Elle comporte un quai latéral encadré par les deux voies de la ligne.

## Histoire
La gare de Flardingue-Est fut ouverte le 17 août 1891. Les chemins de fer néerlandais ont mis fin au service de train sur la ligne de Schiedam à Hoek van Holland (en) (« Hoekse Lijn ») le 1er avril 2017.
Elle est officiellement rouverte par le RET en tant que station de métro appartenant au réseau métropolitain rotterdamois le 30 septembre 2019 avec des prévisualisations le 28 septembre 2019.